# Montespertoli (sottozona vinicola)
Montespertoli è una delle sottozone di produzione del vino Chianti.

## Storia
Il territorio facente parte oggi della sottozona Montespertoli era fino alla vendemmia 1996 ricompreso per un terzo nella sottozona Colli Fiorentini e per due terzi privo di sottozona (pur facendo parte dell'area di produzione del vino Chianti), così come era stato deciso con il Decreto Ministeriale del 31 luglio 1932. Nel 1997 tutto il territorio comunale è stato ricompreso nella nuova sottozona, chiamata appunto Montespertoli.

## Area geografica
Il territorio della sottozona coincide con il territorio comunale di Montespertoli estendendosi su di un'area pari a 125 km². Circa un terzo del territorio (la parte sud e sud-est, con un'altitudine variabile tra 257 e 442 m sul livello del mare) fa parte anche della sottozona Colli Fiorentini. La superficie vitata è di circa 2200 ha anche se solo 1400 hanno diritto al riconoscimento della DOCG Chianti. L'altitudine dell'intera sottozona varia da 170 a 442 m sul livello del mare.

## Vini prodotti
- Chianti DOCG
- Chianti Montespertoli DOCG
- Chianti Colli Fiorentini DOCG
- Chianti Superiore DOCG
- Vin Santo del Chianti DOC
- Colli dell'Etruria Centrale DOC
- Toscana IGT